# Sunisa Srangthaisong
Sunisa Srangthaisong (thai: สุนิสา สร้างไธสง), född 6 maj 1988, är en thailändsk fotbollsspelare.
Hon spelar som försvarare i det thailändska landslaget och för klubblaget BG Bundit Asia.